# Poinçon-lès-Larrey
Poinçon-lès-Larrey település Franciaországban, Côte-d’Or megyében. Lakosainak száma 193 fő (2022. január 1.). Poinçon-lès-Larrey Larrey, Bissey-la-Pierre, Bouix, Cérilly és Balot községekkel határos.

## Népesség
A település népességének változása:
| Lakosok száma | 230  | 236  | 199  | 200  | 199  | 196  | 194  | 192  | 192  | 193  |
|               | 1968 | 1982 | 1990 | 2006 | 2013 | 2015 | 2017 | 2019 | 2020 | 2022 |